# 5號州際公路
5号州际公路（英語：Interstate 5, I-5）是美国西岸南北方向最重要的州际公路，全长1,381.29英里（2,222.97），依次穿越了加利福尼亚州、俄勒冈州和华盛顿州，连接了西雅图、波特兰、萨克拉门托、洛杉矶、圣迭戈等西海岸城市。5号州际公路在南端的美墨边境与墨西哥下加利福尼亚州的蒂华纳相连，向北则在美加边境和加拿大不列颠哥伦比亚的温哥华相连，是唯一一条同时连接加拿大和墨西哥的州际公路。5号州际公路也是美国第12长的州际公路、第5长的南北向州际公路。

## 路线
|                | 英里    | 千米    |
| -------------- | ------- | ------- |
| 加利福尼亚州段 | 796.53  | 1281.89 |
| 俄勒冈州段     | 308.14  | 495.90  |
| 华盛顿州段     | 276.62  | 445.18  |
| 总长度         | 1381.29 | 2222.97 |

### 加利福尼亚州

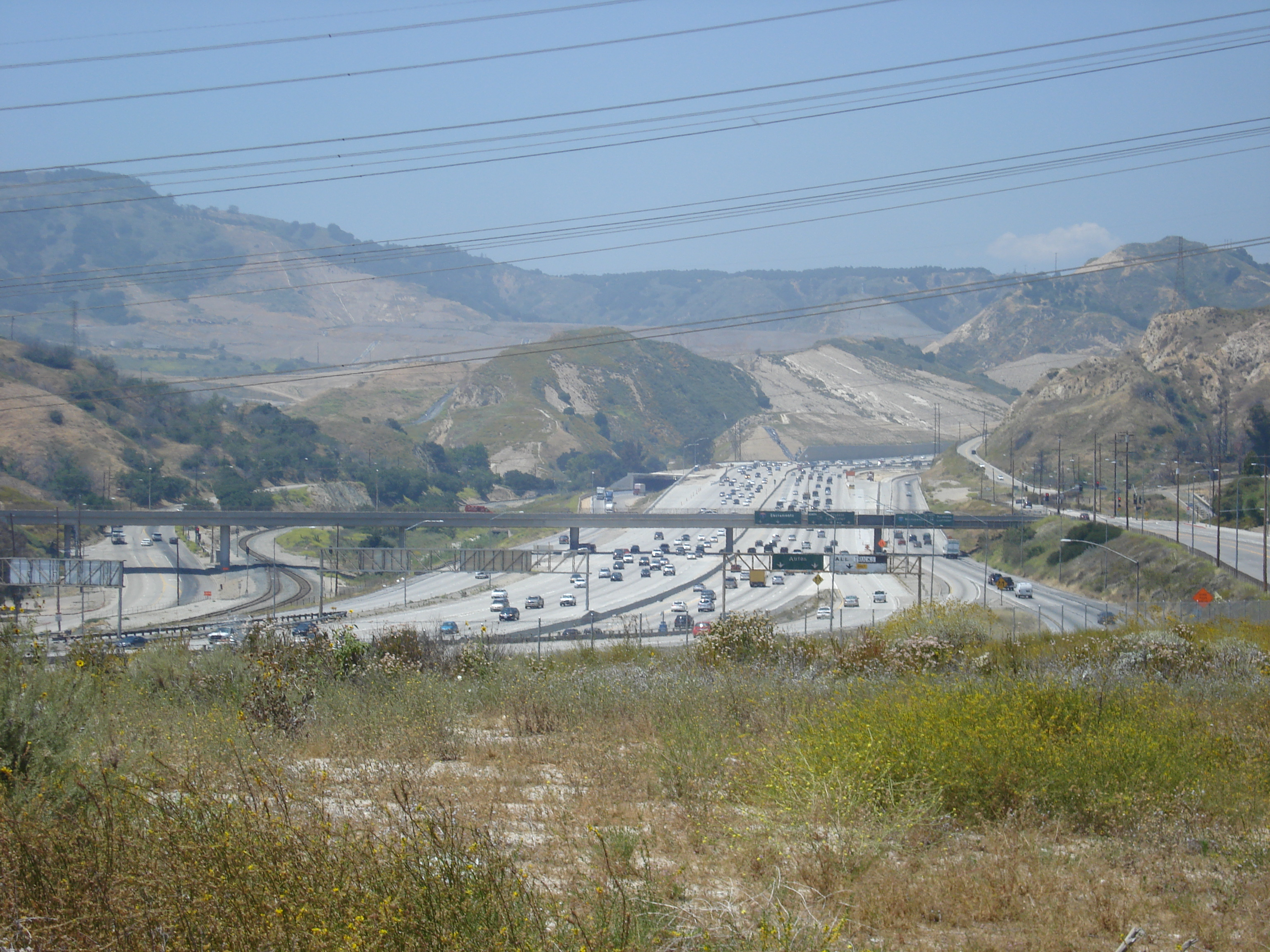
5号州际公路在纽霍山口交流道附近的路段。5号州际公路在这里与210号州际公路和14号加利福尼亚州州道相连。

5号州际公路最南端位于圣迭戈南部的美墨边境聖伊西德羅入境口岸，这里是世界上最繁忙的陆路口岸之一。从那里开始，5号州际公路以“
约翰·J·蒙哥马利高速公路（John J. Montgomery Freeway）”的名称向北延伸，陆续经过丘拉維斯塔、纳雄耐尔城，然后到达圣迭戈市区。随后公路的名称变为“圣迭戈高速公路（San Diego Freeway）”，继续沿着太平洋海岸线向北。在经过聖地牙哥加利福尼亞大學之后，5号州际公路与其辅助线805号州际公路汇合。从汇合点开始，到5号州际公路与56号加利福尼亚州州道的交流道之间大约2英里的路段，最宽处南北双向总共有21条车道，为加州高速公路最宽的路段。之后，5号州际公路开始沿着太平洋海岸向北延伸。在欧申赛德附近，公路还路过了美国海军陆战队主要基地之一的彭德顿营。
在达纳角，5号州际公路由沿着太平洋海岸变为向内陆行进，穿过米申维耶霍到达尔湾。405号州际公路从5号州际公路分出，继续使用“圣迭戈高速公路”的名称向圣莫尼卡方向延伸，而5号州际公路则改称“圣安娜高速公路（Santa Ana Freeway）“，继续向西北穿过橙县和洛杉矶县的主要城市群。洛杉矶当地人一般简称这条公路为“5号高速（the 5 Freeway）”。
当5号州际公路快要到达洛杉矶市区的时候，它通过东洛杉矶交流道与多条高速公路交汇，并且之后继续向北的路段改称“金州高速公路（Golden State Freeway）”。5号州际公路并不穿过洛杉矶市区，不过在东洛杉矶交流道可以通过好莱坞高速公路（101号美国国道）前往市区。5号州际公路向北穿过了圣费尔南多谷、纽霍山口到达聖塔克拉利塔。在这附近高速公路与14号加利福尼亚州州道交汇。在这一地区附近有一段大约4英里（6.4）的路段较为不寻常，因为地形的原因，线路的设计导致从北往南的车道位于从南往北的车道的东侧。与此同时，5号州际公路向北急剧爬升，并到达整个5号州际公路海拔第二高点——蒂洪山口（Tejon Pass，海拔4,183英尺（1,275））。随后公路连续12英里下坡，在贝克斯菲尔德以南大约30英里（48）处开始进入圣华金谷。99号加利福尼亚州州道在这一区域分出，它将大部分以高速公路的形式一直向北，最后在萨克拉门托附近重新汇入5号州际公路。

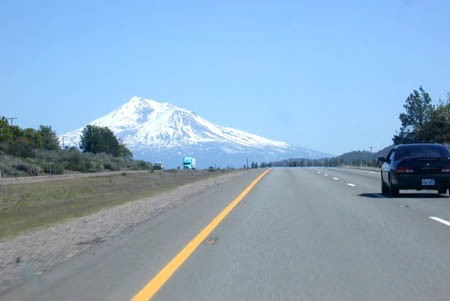
5号州际公路接近威德的路段，可以看到沙斯塔山已经在视野之中。

在特雷西附近，5号州际公路通过580号州际公路和205号州际公路与旧金山湾区最东边的680号州际公路相连。继续向北，5号州际公路经过了斯托克顿和萨克拉门托，随后向西北转弯与505号州际公路交汇。从北向南的车辆如果需要前往旧金山湾区，通常会取道505号州际公路先前往以旧金山为终点的80号州际公路。这一区域的580号、80号和505号过去曾规划为“I-5W”（5号州际公路的西侧并行线），不过后来的编号系统不再推荐这样的带字母后缀的并行线命名方式。
继续向北，5号州际公路公路沿着萨克拉门托谷的西侧到达雷德布拉夫。在穿过雷丁之后，公路开始进入沙斯塔咯斯喀特山区，并跨过沙斯塔湖，在不久到达沙斯塔山的山麓附近。在经过加州境内最后的两个城镇威德和怀里卡之后，5号州际公路很快到达加州和俄勒冈州的交界处。公路的出口编号将重新从0开始计数。

### 俄勒冈州

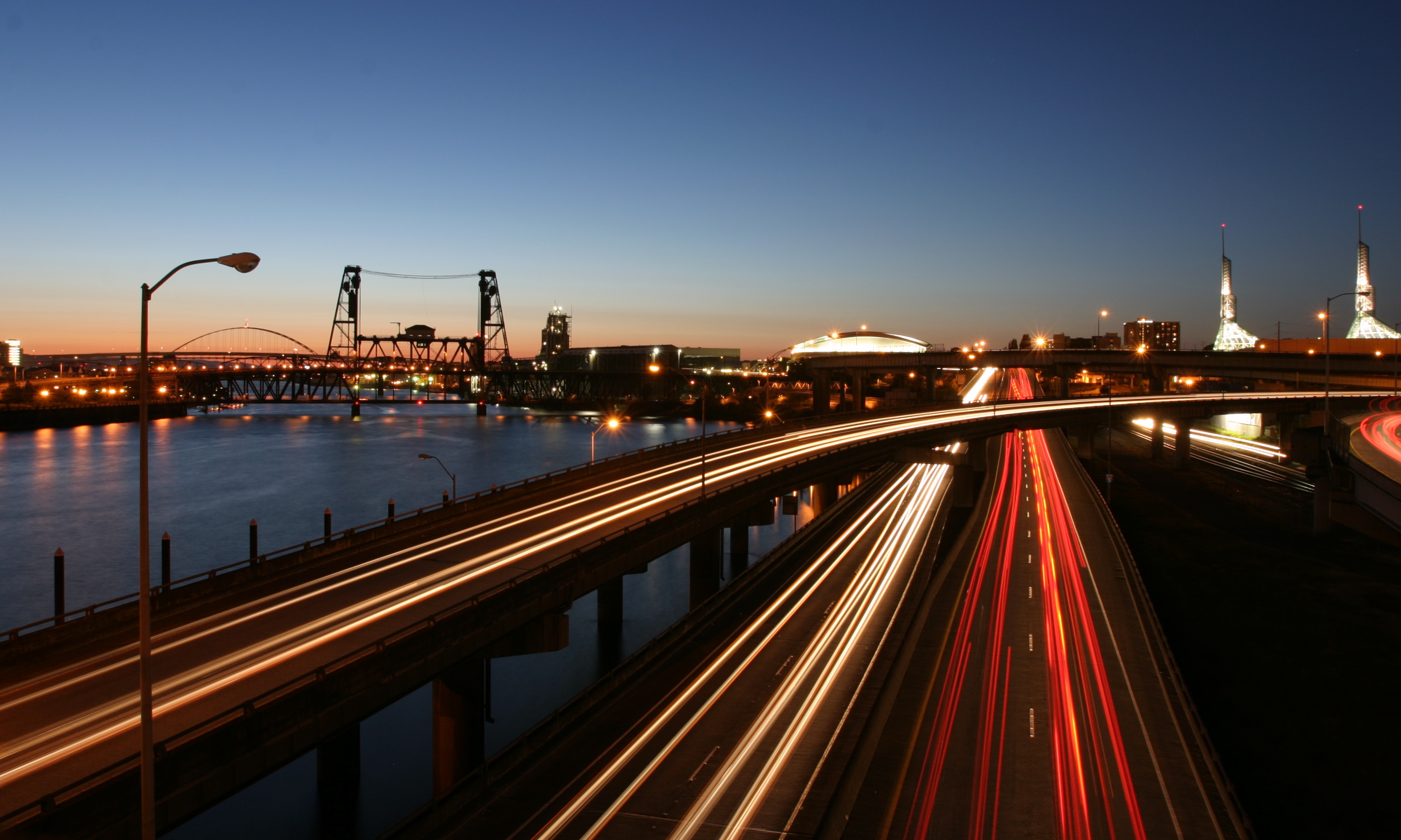
在波特兰市区，5号州际公路与威拉米特河平行，路过摩達中心等地标。

大约在加利福尼亚州和俄勒冈州的交界以北3英里（4.8）处，5号州际公路翻越了海拔4,310英尺（1,310）的锡斯基尤顶峰，这也是5号州际公路全程的最高点。随后，公路下坡穿过俄勒冈州南部的群山以及小城镇阿什兰、梅德福、格兰茨帕斯到达罗格谷。向北继续延伸，公路穿过乌姆普夸谷到达罗斯堡。此时，沿线的山势逐渐平缓。公路沿着威拉米特谷前行，不久即达到尤金郊区，并可通过105号州际公路连向尤金市区。若干条城市公路在尤金都会区与5号州际公路交汇。此后，5号州际公路一路直行向北，一路经过奥尔巴尼、科瓦利斯、塞勒姆（俄勒冈州州府所在地）、伍德本。曾有规划修建一条305号州际公路作为前往塞勒姆市区的支线。5号州际公路在俄勒冈州境内全长308英里（496）。在塞勒姆以北不远处的259英里、260英里里程碑（表示5号州际公路此处到俄勒冈州、加州分界点之间路程）之间有一块专门的指示牌立在路肩，表示此处穿过的是北緯45度線。
之后公路稍微向西北方向偏斜。在波特兰南郊，5号州际公路的辅助线205号州际公路向东北方向分出。5号州际公路继续向北穿过图拉丁（Tualatin）、蒂格尔德（Tigard），然后达到波特兰市区。405号州际公路在市区的马肯大桥处分出。另一条曾经计划的辅助线是505号州际公路，但是从未建设，后来规划取消。经过马肯大桥之后，5号州际公路沿着威拉米特河东侧前行不久即与84号州际公路的西端通过交流道连接。继续向北经由州际大桥跨过哥伦比亚河，5号州际公路即进入华盛顿州境内。

### 华盛顿州

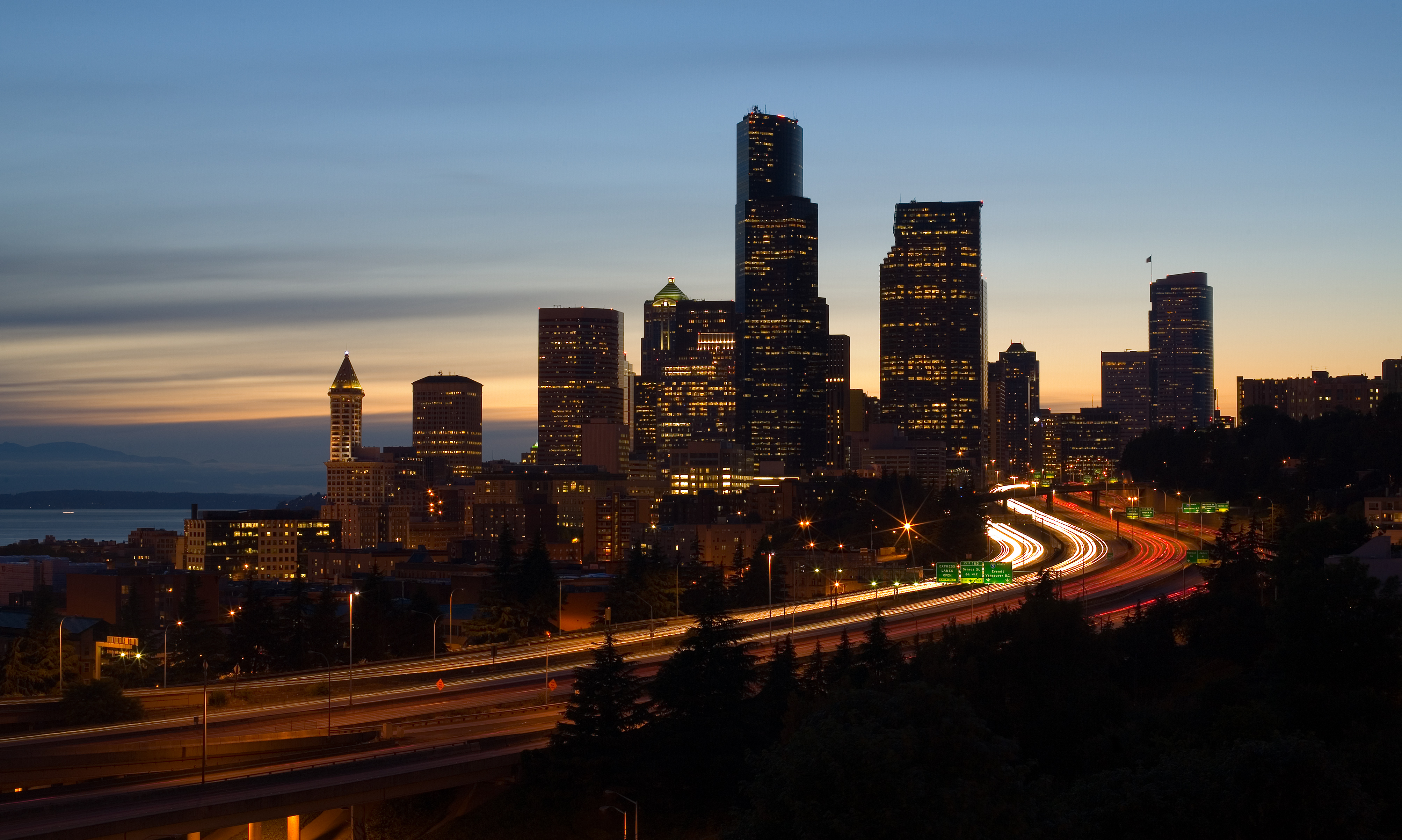
5号州际公路穿过西雅图市区。

跨过哥伦比亚河之后，5号州际公路首先到达华盛顿州的温哥华。继续向北行进大约7英里（11），5号州际公路与之前在波特兰南部分出的辅助线205号州际公路重新汇合。公路向西北方向沿着哥伦比亚河前进，依次经过凯尔索、长景市等地，之后则不再与哥伦比亚河并行。当公路行进至华盛顿州的州府奥林匹亚后，公路转向东方，经过路易斯–麥克喬德聯合基地的北端，然后到达塔科马。公路在塔科马向北转弯，朝着西雅图方向行进。在穿过西雅图都会区之后，5号州际公路继续向北。在布莱恩到达美加边境和平門后，公路变为加拿大的99号英属哥伦比亚省省道，继续前行。5号州际公路在华盛顿州境内全长277英里（446）。

## 历史
5号州际公路从加州斯托克顿到俄勒冈州波特兰之间有超过600英里（970）的路段大致沿着锡斯基尤小径行进。这条路线可以追溯到太平洋西北地区和加州中谷地区之间的早期贸易路线。到了1820年，哈德逊湾公司的猎人才成为第一次使用该路线从华盛顿州到达加州的的非美洲原住民。19世纪下半叶，骡队、大篷车车队也采用了这条路线，甚至后来的中央太平洋铁路也沿着该路线修筑。20世纪初叶，早期供汽车行驶的公路开始沿着锡斯基尤故迹修建，这条公路称为“太平洋公路”。完整的太平洋公路从加拿大的不列颠哥伦比亚一直延伸到加州的圣迭戈，是后来的99号美国国道（现已取消编号）的雏形，而99号美国国道的许多路段仍由如今的5号州际公路沿用。
5号州际公路和原来的99号美国国道在加州中谷地区开始分道扬镳。为了提供更快捷的南北通道，5号州际公路作为一条全新的高速公路，在99号国道西侧進行修建，它并不经过更为繁忙的弗雷斯诺、贝克斯菲尔德等城镇。原有的99号国道在这一区域的路段后来降级为99号加利福尼亚州州道，不过如今99号州道在萨克拉门托以南的路段经过扩建和整修，目前也全段符合高速公路标准。5号州际公路在萨克拉门托以南新修的路段是整个5号州际公路最晚建成的路段。1979年10月12日，5号州际公路在斯托克顿附近的路段开始通车。当时来自加拿大和墨西哥的官员代表也在斯托克顿出席了通车仪式，庆祝这一条纵贯北美洲的公路落成。

## 辅助线
美国西海岸的西雅图、波特兰、洛杉矶、圣迭戈都有一条或多条编号是数字“05”结尾的三位数的州际公路，这种编号表示他们都是5号州际公路的辅助线。如果第一位数字为偶数（例如405），则一般表示这条辅助线的两端都与5号州际公路连接，而如果是奇数，则一般表示只有一端与5号州际公路连接。西雅图的705号州际公路是5号州际公路最短的辅助线，只有1.5英里。而洛杉矶地区的405号州际公路甚至超过5号州际公路主线本身，是整个美国最繁忙的高速公路。
- 805号州际公路（加利福尼亚州圣迭戈）
- 105号州际公路（加利福尼亚州洛杉矶）
- 605号州际公路（加利福尼亚州洛杉矶）
- 405号州际公路（加利福尼亚州洛杉矶）
- 205号州际公路（加利福尼亚州特雷西）
- 505号州际公路（加利福尼亚州扎莫拉）
- 105号州际公路（俄勒冈州尤金）
- 405号州际公路（俄勒冈州波特兰）
- 205号州际公路（俄勒冈州波特兰）
- 705号州际公路（华盛顿州塔科马）
- 405号州际公路（华盛顿州西雅图）